# Вербицкий, Николай Андреевич
Николай Андреевич Вербицкий (Вербицкий-Антиохов) (1843—1909) — украинофил, украинский поэт и русский прозаик, педагог.

## Биография
Родился в дворянской семье, мать происходила из рода Голицыных, дядя по матери — Сергей Павлович Голицын — в 1862—1870 годах был Черниговским генерал-губернатором. Отец имел воинственный и довольно жёсткий характер. Николай переезжал по местам службы отца на Волынь, в Полтаву. В Полтаве учился вместе с Михаилом Старицким, с которым стал дружен. Через Старицкого впоследствии познакомился и подружился на всю жизнь с его троюродным братом — Николаем Лысенко.
Под влиянием жившего с 1851 года по соседству Афанасия Марковича увлёкся украинской культурой.

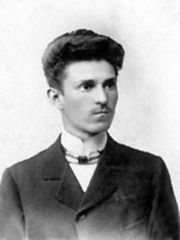
Николай Вербицкий в студенческие годы

Учился в Киевском (с 1859 года) и Петербургском университетах, из которых его исключали за украинофильские убеждения (был активным участником общества «Старая громада»). По другим сведениям, в Петербург его увёз отец — «для охлаждения». В Петербурге юноша жил в доме университетского однокашника своего отца — архитектора А. И. Штакеншнейдера. Николая часто навещали друзья — художник и скульптор Иван Рашевский (кисти которого принадлежит, в частности, портрет Николая Вербицкого 1902 г.), Павел Чубинский и Афанасий Маркович. Рядом, в доме Академии художеств, жил Тарас Шевченко, часто заходивший к ним на «чарку чая». За участие в студенческих беспорядках Вербицкий был персонально отчислен (попечитель Петербургского учебного округа Делянов, вспомнив его перевод «Мать-Отчизна не погибнет, пока мы живые», передал Николаю «высочайшее повеление: возвращаться туда, откуда приехал»). И вернулся в Киевский университет вольнослушателем.
Окончил Киевский университет в 1864 году, экстерном. По окончании преподавал русский язык и словесность в гимназиях в Полтаве (где его ещё помнили гимназистом — сидельцем карцера) и Чернигове (там его ученицей была Мария Заньковецкая), затем, будучи высланным с Украины в 1870 году, — в гимназиях Рязани и Орла, с 1890-х годов — снова в Полтаве и Чернигове.
Печатался с гимназических времён (1853, «Черниговские губернские вести»).
В 1862 году стихотворения вышли в петербургском журнале «Основа» под псевдонимом М. Білокопитний. В своей манере был близок Т. Шевченко. Считается автором первого куплета гимна Украины «Ще не вмерла Україна»
Писал также на русском языке рассказы из провинциальной жизни.
Публиковался под несколькими псевдонимами: Антіох (родовая фамилия предков), Миколайчик, Білокопитний, Перебийніс, Черніговець и др.

На 67-м году жизни Николай Андреевич Вербицкий скончался. Долгое время, на протяжении почти всего XX века, считалось, что его похоронили в Чернигове на Болдиных горах, неподалёку от Ильинской церкви, рядом с Афанасием Марковичем, а в 1922 году захоронение было разорено и затем утрачено. Но в 2000 году черниговский историк Владимир Руденок опубликовал обнаруженную им выписку из метрической книги Екатерининской церкви, свидетельствующую о том, что в действительности поэт упокоился на Петропавловском кладбище: 
«В третьей части метрических книг Екатерининской церкви г. Чернигова за 1909 год под № 30 записано: тысяча девятьсот девятого года ноября двадцать седьмого дня от паралича умер, а двадцать девятого дня погребен Николай Андреевич Вербицкий Антиохов. Статский советник 66 лет от роду. Погребение совершил Протоиерей М. Смольницкий с псаломщиком П. Тищенко на общем черниговском кладбище. Ноября „29“ дня 1909 года».

## Семья
Зять — поэт Николай Вороной,
внук — поэт Марк Вороной